# Liz Cheney
Elizabeth Lynne Cheney Perry, detta Liz (Madison, 28 luglio 1966), è una politica statunitense.
Figlia dell'ex vicepresidente degli Stati Uniti Dick Cheney, è stata membro della Camera dei Rappresentanti per lo stato del Wyoming dal 2017 al 2023.

## Biografia
Figlia primogenita di Dick e Lynne Cheney, nacque a Madison in Wisconsin e crebbe tra Casper e Washington, dove suo padre esercitava l'attività politica. Dopo la laurea in legge all'Università di Chicago (presso il cui Istituto Orientale aveva avuto modo di frequentare anche alcuni corsi di storia del Medio Oriente), ha esercitato attività di avvocato nel settore privato. Nel frattempo ha lavorato presso l'USAID, il Dipartimento di Stato e la Società finanziaria internazionale.

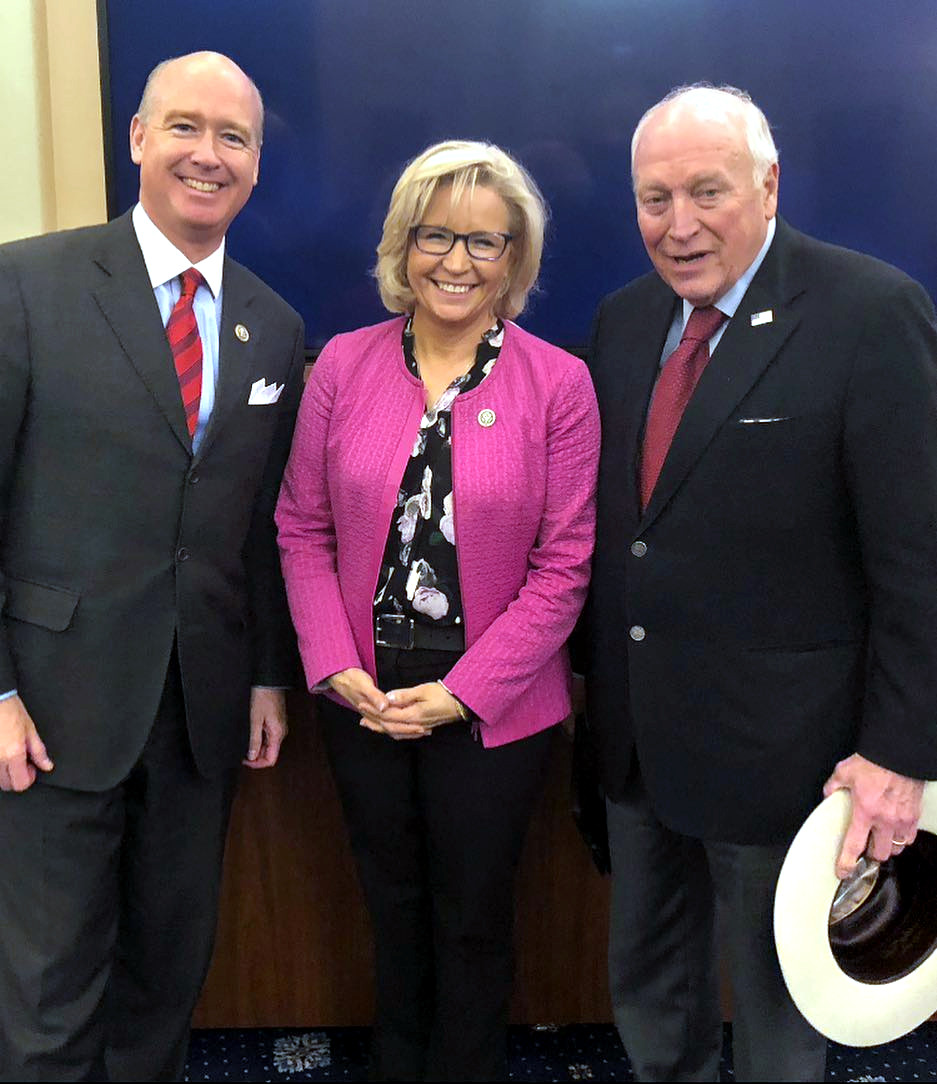
Liz Cheney insieme al padre Dick e Robert Aderholt nel novembre 2018

Nel 2000 prese parte alla campagna elettorale per le presidenziali, affiancando il padre che era stato scelto come vice da George W. Bush. Quando i due furono eletti, la Cheney tornò al Dipartimento di Stato come Vice Assistente del Segretaria per gli affari del Vicino Oriente e mantenne l'incarico fino al 2004, lasciando il posto solo per alcuni mesi, nei quali si occupò della campagna per la rielezione di Bush. Nel 2006 presiedette l'Iran Syria Policy and Operations Group, finalizzato a promuovere un cambio di regime in Iran: il governo di Teheran accusò il gruppo di alimentare le ingerenze nei loro affari interni di una potenza internazionale.
In occasione delle presidenziali del 2008, Liz Cheney fu dapprima una delle dirigenti nazionali della campagna elettorale di Fred Dalton Thompson; quando l'ex senatore annunciò il ritiro dalla corsa elettorale, Cheney entrò a far parte del team di Mitt Romney.
Nel 2009, insieme a William Kristol e Debra Burlingame, Liz Cheney fondò l'organizzazione non profit Keep America Safe, volta a sollecitare l'attenzione dell'opinione pubblica su tematiche relative alla sicurezza nazionale. In questo frangente la Cheney prese parte, ad esempio, ad una grande mobilitazione contro la costruzione di una moschea nei pressi di Ground Zero. In seguito, l'organizzazione si attirò numerose critiche per via di una campagna contro quelli che definirono come "Al Qaeda Seven" i sette avvocati del Dipartimento di giustizia che avevano difeso alcuni detenuti di Guantánamo; la campagna fu accusata di maccartismo e fu aspramente criticata anche da numerosi esponenti del Partito Repubblicano. Poco dopo questo episodio, le informazioni sull'organizzazione scomparvero dal web.

### Sconfitta al Senato nel 2013
Nel gennaio del 2012 Liz Cheney fu assunta come opinionista e collaboratrice dall'emittente Fox News, dove rimase per diciotto mesi fin quando annunciò la propria candidatura politica. Nel 2013, infatti, la Cheney si candidò al Senato in rappresentanza del Wyoming, sfidando nelle primarie repubblicane il senatore in carica Mike Enzi. In quel periodo diede vita a una querelle pubblica con la sorella Mary sul tema del matrimonio gay: Mary, lesbica dichiarata e sposata da anni con la sua partner Heather, criticò la posizione espressa da Liz, che durante la campagna si era schierata apertamente contro le nozze omosessuali. Nel gennaio 2014 annunciò il ritiro dalla corsa elettorale, adducendo come motivazione alcuni gravi problemi di salute in famiglia e ponendo fine ad una campagna che, stando ai sondaggi, l'aveva vista sempre nettamente sfavorita nella contesa con Enzi.

### Alla Camera nel 2016 e nel 2018

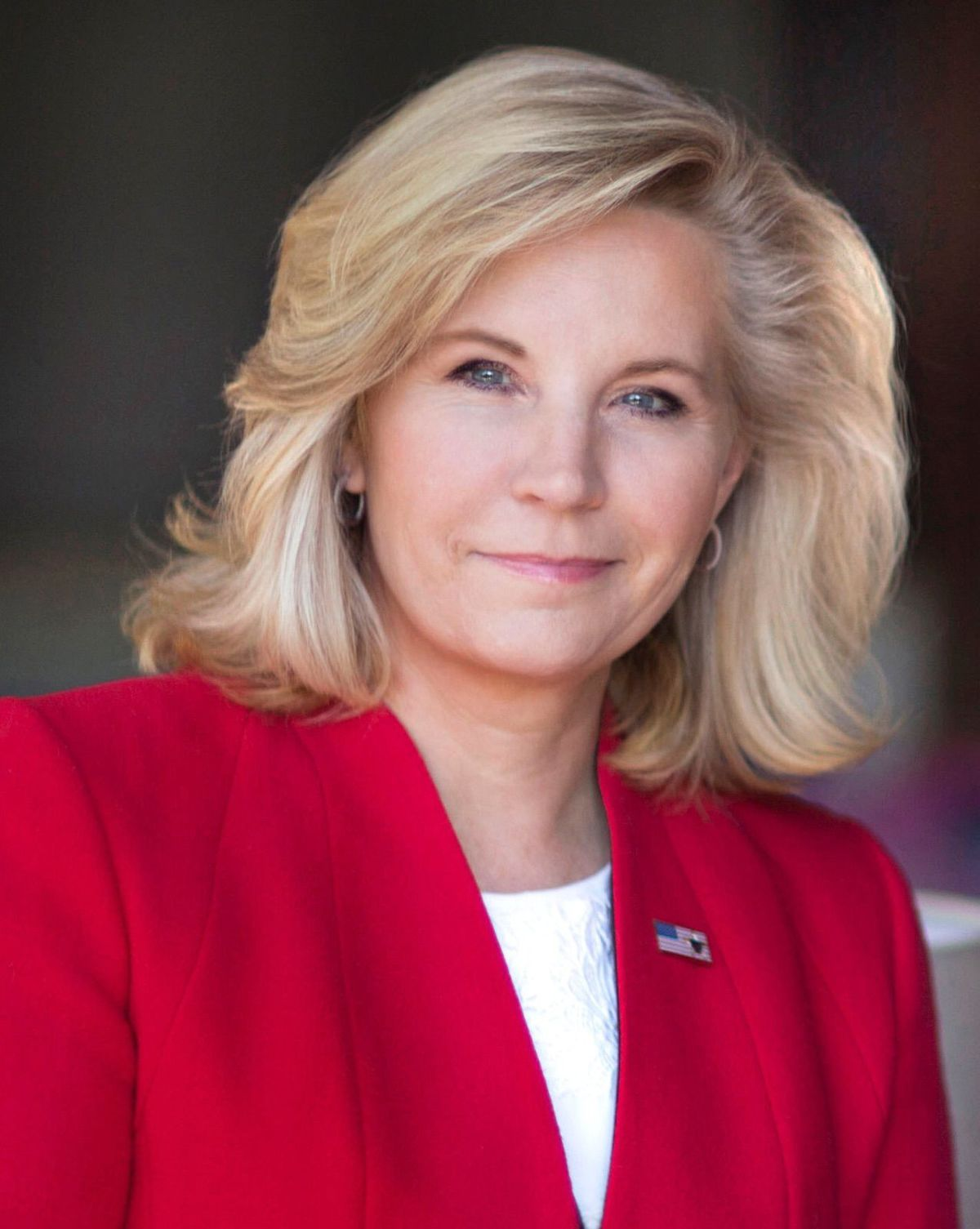
Cheney nel 2016

Nel 2016, quando la deputata Cynthia Lummis annunciò il ritiro dalla Camera dei rappresentanti, Liz Cheney si candidò per quel seggio (che alcuni anni prima era stato di suo padre) e riuscì a farsi eleggere con oltre il 60% dei voti, approdando così al Congresso.
Alle elezioni generali del 6 novembre 2018, Cheney è stata rieletta come unico membro della Camera dei rappresentanti del Wyoming. Ha vinto con 127.951 voti, sconfiggendo il democratico Greg Hunter (59.898 voti), il libertario Richard Brubaker (6.918) e il candidato del Partito della Costituzione, Daniel Clyde Cummings (6.069). Cheney aveva prevalso in 21 delle 23 contee, perdendo soli nelle contee di Albany e Teton superata da Greg Hunter. Il 14 novembre, Cheney è stata eletta alla presidenza della Conferenza repubblicana della Camera per il 116º Congresso. In questo ruolo, è la terza repubblicana più importante nella Camera, dietro il leader delle minoranza repubblicana, Kevin McCarthy, e il whip della stessa minoranza Steve Scalise.

### Secondo impeachment di Donald Trump
Il 12 gennaio 2021, in seguito all'assalto al Campidoglio degli Stati Uniti durante il processo di certificazione per il presidente eletto Joe Biden, Cheney ha annunciato che avrebbe votato a favore del procedimento del secondo impeachment di Donald Trump, per il ruolo da lui avuto nel sobillare l'assalto. Ha sostenuto che, durante un comizio tenuto poco prima dell'assalto, Trump avrebbe detto ai manifestanti di "sbarazzarsi" di Cheney, e la folla avrebbe poi attaccato il Campidoglio scandendo e cantando la frase "Hang Mike Pence". Secondo Cheney, sarebbe stato Trump ad aver "acceso la fiamma" della rivolta, senza aver fatto nulla per fermarla. Sostenendo che "non c'è mai stato un tradimento peggiore, da parte di un presidente degli Stati Uniti, del suo ufficio e del suo giuramento", ha annunciato il suo sostegno all'impeachment. Altri nove repubblicani si sono uniti a lei annunciando il loro voto favorevole il 13 gennaio. All'epoca era la terza repubblicana di rango più alto alla Camera.
Il deputato Jim Jordan ha chiesto la sua rimozione dalla leadership del Partito Repubblicano. Il portavoce dell'ex presidente George W. Bush ha dichiarato il 30 gennaio che Bush ha sostenuto le azioni di Cheney ed era sua intenzione chiamare il suo ex vice presidente, Dick Cheney, per "ringraziarlo per il servizio di sua figlia". I sostenitori di Trump sono rimasti irritati dal voto di Cheney per l'impeachment e il 3 febbraio 2021 la Conferenza repubblicana della Camera ha tenuto un voto segreto a porte chiuse sull'opportunità di rimuoverla dalla sua posizione nella leadership della Camera repubblicana. Ha mantenuto l'incarico con un voto di 145-61. Il 6 febbraio il Partito Repubblicano del Wyoming ha censurato Cheney per il suo voto contro Trump. Cheney ha risposto: "Il mio voto per l'impeachment è stato costretto dal giuramento fatto alla Costituzione. I cittadini del Wyoming sanno che questo giuramento non si piega né cede alla politica o alla faziosità. Lotterò sempre per i valori del Wyoming e mi batterò per il nostro stile di vita occidentale".

### Le accuse di Cheney
In risposta alle crescenti richieste dei repubblicani della Camera di rimuoverla dalla posizione di presidente della Conferenza repubblicana della Camera per via delle  sue continue critiche a Trump, Cheney ha scritto un editoriale dal titolo "Il GOP è a un punto di svolta. La storia ci sta guardando", pubblicato sul Washington Post il 5 maggio 2021, nel quale ribadiva le sue posizioni sull'adesione ai principi della Costituzione degli Stati Uniti, sul rispetto della legge e sulla difesa dei "principi fondamentali che sostengono e proteggono la nostra libertà e il nostro processo democratico".
Alla vigilia di un voto repubblicano alla Camera per rimuoverla, Cheney vi ha tenuto un discorso dopo che i suoi colleghi avevano disertato l'aula, dicendo: "Oggi affrontiamo una minaccia che l'America non ha mai visto prima. Un ex presidente, che ha provocato un violento attacco a questo Campidoglio nel tentativo di rubare le elezioni, ha ripreso il suo sforzo aggressivo per convincere gli americani che le elezioni gli erano state rubate. Rischia di incitare a ulteriori violenze. Milioni di americani sono stati fuorviati dall'ex presidente. Hanno ascoltato solo le sue parole, ma non la verità, poiché continua a minare il nostro processo democratico, seminando dubbi sul fatto che la democrazia funzioni davvero. Sono un repubblicano conservatore e il più conservatore dei principi conservatori è il rispetto per lo stato di diritto. Il Collegio Elettorale ha votato. Più di sessanta tribunali statali e federali, inclusi più giudici da lui nominati, hanno respinto le affermazioni dell'ex presidente. Il Dipartimento di Giustizia nella sua amministrazione ha indagato sulle affermazioni dell'ex presidente di frode diffusa e non ha trovato prove a sostegno. Le elezioni sono finite. Questo è lo stato di diritto. Questo è il nostro processo costituzionale. Coloro che rifiutano di accettare le sentenze dei nostri tribunali sono in guerra con la Costituzione".
Trump ha continuato a chiederne l'espulsione dal partito, dando vita all'idea che, come sintetizzerà il senatore Lindsey Graham, senza di lui il partito non sarebbe andato "da nessuna parte". Così il 12 maggio 2021 il numero uno dei conservatori alla Camera, Kevin McCarthy, e il capogruppo Steve Scalise, hanno convocato una riunione che si è conclusa con una mozione di sfiducia, adottata senza nemmeno una votazione, che ha rimosso Liz Cheney dalla terza carica nella gerarchia interna, sostituita da Elise Stefanik. Trump l'ha definita "una guerrafondaia" e "una leader mediocre"; lei ha dichiarato che "le bugie ci distruggeranno", promettendo di fare il possibile" per evitarne il ritorno alla Casa Bianca.
Nel luglio 2021, la presidente Nancy Pelosi ha nominato Cheney membro del comitato ristretto della Camera per l'attacco del 6 gennaio. Due mesi dopo, è stata nominata vicepresidente del comitato.

### Censura dei repubblicani
Il 13 novembre 2021, il Comitato Centrale del GOP del Wyoming ha votato 31–29 per non riconoscere più Cheney come membro del partito. La risoluzione ha ribadito la denuncia generale per la quale l'aveva censurata il febbraio precedente, affermando che Cheney non aveva mai fornito "prove quantificabili e/o indiscusse" del motivo per cui aveva votato a favore dell'impeachment. Tre mesi prima c'erano stati voti simili da parte di due contee del Wyoming per rimuoverla dal partito.
Il 4 febbraio 2022, il Comitato Nazionale Repubblicano ha definito gli eventi del 6 gennaio 2021 "discorso politico legittimo" e ha votato a stragrande maggioranza per censurare Cheney e il rappresentante Adam Kinzinger per aver preso parte all'indagine della Camera sull'assalto al Campidoglio.

### Sconfitta alle primarie repubblicane (2022)
Il 16 agosto 2022, Cheney ha perso la rinomina alle primarie repubblicane del Wyoming contro la candidata sostenuta da Trump, Harriet Hageman, in maniera schiacciante, ottenendo solo il 28,9% dei voti. Lo stesso giorno della sconfitta ha inviato i documenti alla Commissione federale per le elezioni creando un comitato di azione politica chiamato "The Great Task". Il nome deiva dall'appello di Gettysburg in cui Lincoln parlò di "un grande compito che ci aspetta".
Pressata dai giornalisti dopo la sconfitta, Cheney ha ripetuto quanto già detto in precedenza e cioè che intende essere "la leader, una dei leader nella lotta per aiutare a ricostruire il nostro partito" e ha aggiunto che potrebbe essere interessata a una corsa presidenziale. Il 14 settembre, al Texas Tribune Festival, ha affermato che si sarebbe "assicurata" che Trump non vincesse la nomination presidenziale repubblicana, aggiungendo: "Se è lui il candidato, non sarò una repubblicana".
Cheney si è descritta come una repubblicana conservatrice. Lawrence R. Jacobs ha detto: "Cheney è un'arciconservatrice. È una figura spigolosa, di piccolo governo, con tasse più basse e una voce di spicco nella difesa nazionale". Jake Bernstein ha affermato che "Liz Cheney è una vera conservatrice in ogni senso della parola ed è solo una moderata in relazione al radicalismo che ha preso il partito repubblicano". Politico l'ha definita "il volto del GOP anti-Trump e una reliquia del Partito Repubblicano prima del dominio di Trump". Cheney è stata più volte descritta come "regnante repubblicana". Il National Interest la definì "l'erede di un trono neoconservatore". Salon la considerò "arciconservatrice". La Brookings Institution ha sostenuto che Cheney ha una strategia a lungo termine per diventare il leader del Partito Repubblicano nell'era post-Trump, e che "è una vera conservatrice: i democratici a cui piace la sua opposizione a Trump non apprezzeranno mai la sua politica".
A settembre 2024, durante la sua partecipazione ad un evento presso la Duke University in North Carolina, la Cheney ha espresso apertamente il suo sostegno alla candidata democratica Kamala Harris alle elezioni presidenziali del 5 novembre, ribadendo i suoi timori per la deriva autoritaria a cui potrebbe portare un secondo mandato di Donald Trump. Il 1º novembre 2024, l'allora candidato presidenziale Donald Trump ha espresso delle critiche verso un suo atteggiamento definito come guerrafondaio, definendola "falco da guerra radicale", e spiegando che, : "Se fosse per lei, saremmo [in guerra] in 50 paesi diversi," e che [durante le guerre] "un sacco di gente viene uccisa." Suggerendo poi che lei stessa provi l'esperienza della guerra: "mettiamola con un fucile in piedi lì, con nove canne che le sparano addosso, ok? Vediamo come si sente, insomma, quando le pistole sono puntate sul suo viso". Cheney ha risposto su X sostenendo che Trump è "un uomo meschino, vendicativo, crudele, instabile che aspira a essere un tiranno". Mentre la portavoce di Trump ha ribadito che "Trump ha chiaramente spiegato che i baroni della guerra come Liz Cheney sono subito pronti a cominciare guerre e mandare altri americani a combatterle, piuttosto che andare a combatterle loro stessi."

## Vita privata
Cheney è sposata con Philip Perry, socio dello studio legale Latham & Watkins di Washington. Si sono sposati nello Wyoming nel 1993. La coppia ha cinque figli.

## Nei media
Nel film Vice - L'uomo nell'ombra del regista Adam McKay del 2018, l'attrice Lily Rabe interpreta Liz Cheney.